# Antoni Koryga
Antoni Koryga (ur. 27 maja 1814 w Tursku, zm. 16 sierpnia 1881 tamże) – polski chłop, jeden z przywódców rzezi galicyjskiej w Galicji Zachodniej w 1846.

## Życiorys

### Pochodzenie
Pochodził ze wsi Tursko na przedmieściach Ciężkowic. Był synem Piotra Korygi i Agnieszki Dubielonki. Jego ojciec zmarł, gdy Antoni Koryga miał niecały rok.

### Aktywność przed 1846
5 listopada 1839 wziął ślub z Anną, córką Macieja Jasińskiego i Franciszki z domu Blicharz.
Według relacji Nikodema Goyskiego (mandatariusza i rządcy w majątku Bruśnik), Koryga jeszcze przed 1846 rokiem był karany za zabójstwo, rabunki i kradzieże; był „sławnym hersztem”, który miał „swoją bandę” w okolicy Bruśnika. W 1843 roku, po rabunku dokonanym na majątku Żyda zamieszkującego Bruśnik, Koryga wraz z siedmioma podwładnymi bandytami miał zostać pojmany przez Nikodema Goyskiego, asystowanego przez dwunastu żołnierzy, i oddany pod sąd. Wedle relacji Nikodema Goyskiego, Koryga miał się „wykręcić”, i jesienią 1845 został zwolniony.

### Udział w rabacji galicyjskiej
W czasie rabacji galicyjskiej, około 20 lutego 1846, stanął na czele oddziału chłopskiego. Rozesłał po okolicznych wsiach rozkaz, by chłopi byli uzbrojeni i gotowi do rabunku, dołączając byle jaki kawałek papieru jako rozkaz pisemny. Wysłannicy Korygi wzywali okoliczne wsie do „rozprawienia się z panami”, a także do tego, „aby dwór rabować, a ludzi w surduty ubranych bić, wiązać i do cyrkułu odstawić”.
Koryga porwał chłopów do powstania rzekomo odczytując z trzymanego przez siebie papieru obwieszczenie, zgodnie z którym państwowe i lokalne władze miały dać przyzwolenie na rabunek i zniszczenie dworów (co było kłamstwem). Jego oddział w ciągu kilku dni rozgromił szereg posiadłości pomiędzy Bogoniowicami a Grybowem, dopuszczając się przy tym tortur i morderstw (m.in. poprzez bicie cepami, łamanie kości, cięcie siekierą, wyrywanie wnętrzności, roztratowanie końmi). Według Nikodema Goyskiego, ofiarą grabieży padło trzydzieści dworów, spośród których tylko w części dochodziło do morderstw lub tortur. Siły Korygi złupiły m.in. dwór Długoszewskich w Bobowej, zwany „zamkiem”. Raporty władz austriackich i późniejsze relacje ziemian zgodnie określały Korygę jako „rabusia” i „zbójcę”.
Gdy powstanie chłopskie zaczęło słabnąć, Koryga miał cofnąć się ku Węgrom, lecz zrezygnował z zamiaru „dla wielkich śniegów”. Wicegubernator Lażański wyznaczył nagrodę za schwytanie go. 7 marca 1846 oddział Korygi został rozbity przez wojsko austriackie. Koryga nie został ujęty. Żona Jakuba Szeli w podaniu z 29 grudnia 1846 uniewinniała męża ze współpracy z innymi bandami (mając na myśli m.in. Korygę), które miały „działać zbrodniczo na własną rękę”.

### Losy po rabacji
Dalsze losy Korygi nie są dokładnie znane. Do około 1862 roku urodziło się jedenaścioro jego dzieci. Zmarł śmiercią naturalną w Tursku 16 sierpnia 1881. Został pochowany dwa dni później na miejscowym cmentarzu parafialnym w Ciężkowicach. Nie udzielono mu sakramentu ostatniego namaszczenia, ani nie wpisano w metryce zgonu wyznania katolickiego (choć był ochrzczony, wziął ślub kościelny i regularnie chrzcił dzieci). 

### Rodzina
Jego praprawnukiem jest socjolog i polityk Maciej Gdula.

## Odniesienia w kulturze
Bolesław Limanowski nadmienił Korygę w swojej pracy Historja ruchu rewolucyjnego w Polsce w 1846 r., nazywając go „słynnym rozbójnikiem”.